# Società Sportiva Calcio Bari
Maillots
La Società Sportiva Calcio Bari, littéralement Société Sportive Football Bari, abrégé en SSC Bari, est un club italien de football basé à Bari.
Le club atteint la Serie A à la suite de son titre de champion de Serie B obtenue lors de la saison 2008-2009. Mais à la suite d'une mauvaise saison 2010-2011 et d'une dernière place en Serie A, l'équipe est reléguée en Serie B. Le 15 juillet 2018, faute de capitaux, elle renonce à s'inscrire au Championnat 2018-2019 et cesse son activité de club professionnel après 110 ans. 
Le nouveau club, reformé sous l'impulsion de Aurelio De Laurentiis, président du SSC Naples, se nomme SSC Bari.

## Repères historiques
Le club est fondé le 15 janvier 1908 sous le nom de Bari Foot Ball Club. Quelques mois plus tard, le club est scindé en deux : Foot Ball Club Liberty et US Ideal. Ces deux formations restent modestes jusqu'en 1921, se contentant d'évoluer à un niveau local. À partir de 1922, les deux clubs se retrouvent dans le même groupe géographique des compétitions régionales. La rivalité est alors une source d'émulation et de progrès. En 1927, le FBC Liberty est rebaptisé FC Bari. 
Le 27 février 1928, les deux clubs fusionnent pour donner naissance à l'Unione Sportiva Bari. Certains datent la fondation du club à cette date. Dans les faits, c'est clairement le FC Bari, qui évolue parmi l'élite depuis septembre 1927, qui absorbe l'Ideal, encore englué en Divisione II. Cette fusion-absorption ne porte pas chance au FC Bari qui est relégué dès le printemps 1929 en Serie B. En 1945, le club est rebaptisé Associazione Sportiva Bari.
Le club fait faillite en 2018. Il est racheté par la Filmauro S.r.l, propriétaire du SSC Napoli. Le SSC Bari, son nouveau nom, repart de la Serie D et remporte ce championnat. Il est donc promu en Serie C pour la saison 2019-2020. Après trois saisons en Serie C, le club remporte la poule C lors de la saison 2021/2022. Il est donc promu en Serie B pour la saison 2022/2023.

## Palmarès et records

### Palmarès
| Compétitions nationales | Compétitions régionales                          | Compétitions internationales              |
| - Serie B (D2) : - Champion (3) : 1924, 1942 et 2009. - Vice-champion (7) : 1931, 1934, 1935, 1958, 1963, 1989 et 1994. - Serie C (D3): - Champion (6) : 1910, 1955, 1967, 1977, 1984 et 2022. - Serie D (D4) : - Champion (2) : 1954 et 2019 | - Torneo misto pugliese : - Champion (1) : 1945. | - Coupe Mitropa : - Vainqueur (1) : 1990. |

| \| Bari \| Emplacement de Bari, en Italie. |
| Bari                                       |

### Bilan en championnats
| Niveau | Championnat | Participations | Première saison | Dernière saison |
| ------ | ----------- | -------------- | --------------- | --------------- |
| I      | Serie A     | 33             | 1924-1925       | 2010-2011       |
| II     | Serie B     | 54             | 1909-1910       | 2025-2026       |
| III    | Serie C     | 11             | 1951-1952       | 2021-2022       |
| IV     | Serie D     | 3              | 1952-1953       | 2018-2019       |

### Records individuels
| # | Nom                  | Matches | Dates                |
| - | -------------------- | ------- | -------------------- |
| 1 | Jean-François Gillet | 364     | 2000-2003, 2004-2011 |
| 2 | Giovanni Loseto      | 358     | 1982-1993            |
| 3 | Giorgio De Trizio    | 319     | 1980-1989            |
| 4 | Bruno Cicogna        | 273     | 1958-1968            |
| 5 | Antonio Bellavista   | 271     | 1996-1997, 1999-2007 |

| # | Nom              | Buts | Dates                |
| - | ---------------- | ---- | -------------------- |
| 1 | Mirco Antenucci  | 63   | 2019-2023            |
| 2 | Gionatha Spinesi | 58   | 1998-2004            |
| 3 | Biagio Catalano  | 52   | 1956-1965            |
| 4 | Igor Protti      | 51   | 1992-1996            |
| 5 | Francesco Caputo | 49   | 2008-2009, 2010-2015 |
| 5 | Lucio Mujesan    | 49   | 1966-1968            |

## Identité du club

### Changements de nom
- 1908-1928 : Foot-Ball Club Bari
- 1928-1945 : Unione Sportiva Bari
- 1945-2014 : Associazione Sportiva Bari
- 2014-2018 : Football Club Bari 1908
- 2018- : Società Sportiva Calcio Bari

## Effectif professionnel actuel (2025-2026)
| N° | Nat.                   | Poste | Nom du joueur          |
| -- | ---------------------- | ----- | ---------------------- |
| 1  | Drapeau de l'Italie    | G     | Marco Pissardo         |
| 3  | Drapeau de l'Italie    | D     | Alessandro Tripaldelli |
| 7  | Drapeau de l'Italie    | M     | Giuseppe Sibilli       |
| 8  | Drapeau de l'Italie    | M     | Riccardo Pagano        |
| 9  | Drapeau du Danemark    | A     | Christian Gytkjær      |
| 10 | Drapeau de l'Italie    | M     | Nicola Bellomo         |
| 11 | Drapeau de l'Italie    | A     | Gabriele Moncini       |
| 12 | Drapeau de l'Italie    | G     | Paolo De Lucci         |
| 14 | Drapeau de l'Italie    | M     | Vincenzo Onofrietti    |
| 15 | Drapeau de l'Italie    | D     | Sheriff Kassama        |
| 17 | Drapeau de l'Italie    | A     | Emanuele Rao           |
| 18 | Drapeau de l'Italie    | A     | Giacomo Manzari        |
| 19 | Drapeau de l'Italie    | M     | Filippo Faggi          |
| 20 | Drapeau de l'Uruguay   | M     | Gastón Pereiro         |
| 21 | Drapeau de l'Italie    | A     | Anthony Partipilo      |
| 23 | Drapeau de l'Italie    | D     | Francesco Vicari       |
| 24 | Drapeau de l'Italie    | D     | Lorenzo Dickmann       |
| 25 | Drapeau de l'Italie    | D     | Raffaele Pucino        |
| 27 | Drapeau de l'Autriche  | M     | Matthias Braunöder     |
| 28 | Drapeau de la Belgique | A     | Hemsley Akpa-Chukwu    |
| 29 | Drapeau de la Belgique | M     | Matthias Verreth       |
| 30 | Drapeau de l'Italie    | D     | Moussa Mané            |
| 31 | Drapeau de l'Italie    | G     | Michele Cerofolini     |
| 32 | Drapeau de l'Italie    | M     | Vincenzo Colangiuli    |
| 43 | Drapeau de la Grèce    | D     | Dimitrios Nikolaou     |
| 76 | Drapeau du Kosovo      | D     | Indrit Mavraj          |
| 93 | Drapeau de l'Algérie   | D     | Mehdi Dorval           |

## Aspects économiques et financiers

### Équipementiers
- 1978-1979 :  Puma
- 1979-1981 :  Pouchain
- 1981-1997 :  Adidas
- 1997-2005 :  Lotto
- 2005-2015 :  Erreà
- 2015-2018 :  Nike
- 2018-2024 :  Kappa
- 2024- :  Erreà

### Sponsors principaux
- 1983-1984 :  Man Trasporti
- 1984-1987 :  Cassa di Risparmio di Puglia
- 1987-1990 :  Sud Leasing
- 1990-1992 :  Sud Factoring
- 1992-1995 :  Wuber
- 1995-1997 :  CEPU
- 1997-1998 :  Gio.Bi Trasporti
- 1998-2003 :  TELE+
- 2003-2006 :  Pasta Ambra
- 2006-2009 :  Gaudianello
- 2009-2012 :  Radionorba
- 2009-2012 :  Banca Popolare di Bari
- 2012-2013 :  Fashion District
- 2013-2015 :  SuisseGas
- 2015-2018 :  Puglia Promozione &  Balkan Express
- 2018-2021 :   Sorgesana &  Peroni &  BPPB
- 2021-2023:  Casillo &  Amata &  Decò
- 2023-2024 :  Casillo &  MV Line &  Decò
- 2024-2025 :  Casillo &  Go Up Noleggi &  MV Line &  Decò
- 2025- :  Betsson.sport &  Santa Croce &  Centro Assistenza Bollette &  Ventana 5